# Infamous Stringdusters
Die Infamous Stringdusters sind eine US-amerikanische Bluegrass-Band aus Nashville, Tennessee. Die Stringdusters gelten als eine der innovativsten und erfolgreichsten neuen Bluegrass-Bands der letzten Jahre.

## Geschichte
Die Mitglieder der Infamous Stringdusters lernten Bluegrass bereits in ihren Familien und sammelten bereits früh Erfahrungen im Showgeschäft. In den Jahren vor der Bandgründung spielten alle mit Stars wie Earl Scruggs, Bobby Osborne sowie Dolly Parton zusammen und bauten sich einen Ruf als talentierte Musiker auf.
2005 schlossen sich die fünf Musiker dann zu den Infamous Stringdusters zusammen, spielten zunächst aber nur Live-Auftritte. Bereits hier zeigten sich positive Reaktionen des Publikums auf den Stil der Band; man mischte traditionellen Bluegrass mit leichten Pop- und Jazzelementen und passte die Texte an aktuelle Themen an. 2007 wurde die Gruppe dann von dem renommierten Label Sugar Hill Records unter Vertrag genommen und noch im selben Jahr erschien das Debüt-Album Fork in the Road. Auf der Messe World of Bluegrass im Oktober 2007 wurden die Stringdusters für das beste Album, für den besten Song und als beste neue Band mit drei IBMA Awards ausgezeichnet.
2008 folgte das zweite Album The Infamous Stringdusters, das sofort Platz eins der US-Bluegrass-Charts erreichte.
Chris Eldridge wurde in der Folgezeit durch Andy Falco ersetzt. 2011 kündigte Mandolinist Jesse Cobb seinen Ausstieg an und für ihn kam Dominick Leslie.
Für das Album Laws of Gravity wurde die Band 2018 bei den Grammy Awards für das beste Bluegrassalbum ausgezeichnet.

## Diskografie

### Alben
| Jahr | Titel Musiklabel                      | Höchstplatzierung, Gesamtwochen, AuszeichnungChartsChartplatzierungen (Jahr, Titel, Musiklabel, Platzierungen, Wochen, Auszeichnungen, Anmerkungen) | Anmerkungen |
| Jahr | Titel Musiklabel                      | Country | Anmerkungen |
| ---- | ------------------------------------- | --- | ----------- |
| 2007 | Fork in the Road Sugar Hill           | — |             |
| 2008 | The Infamous Stringdusters Sugar Hill | Country62 (1 Wo.)Country |             |
| 2008 | Live in Normal Illinois LIVEDOWNLOADS | — |             |
| 2010 | Things That Fly Sugar Hill            | — |             |
| 2012 | Silver Sky High Country               | — |             |
| 2014 | Let It Go High Country                | Country38 (1 Wo.)Country |             |
| 2015 | Undercover (EP) Lumenhouse            | — |             |
| 2016 | Ladies & Gentlemen Compass            | Country44 (1 Wo.)Country |             |
| 2017 | Laws of Gravity Compass               | — |             |
| 2017 | Undercover, Vol. 2 (EP) Lumenhouse    | — |             |
| 2019 | Rise Sun Tape Time                    | Country27 (1 Wo.)Country |             |